# Edwin John Quekett
Edwin John Quekett (1808 – 1847) fue un temprano trabajador de la botánica, micología, algología, y la histología inglés, y un microscopista.

## Biografía
E.J. Quecket, era aborigen de Langport, hijo de William Quekett y de Mary Barlett, hija de John Bartlett. Su hermano menor John Thomas Quekett, cuya contribución a los mismos campos de la investigación tuvieron una mayor notoriedad. Su hermano mayor William Quekett, fue rector y autor.
Recibió su formación médica en University College Hospital, y practicó como cirujano en Wellclose Square, Whitechapel. En 1835 se convirtió en profesor de botánica en el "Hospital de Londres. Fue en su casa, en 1839, que se celebraron las reuniones. en el que el Royal Microscopical Society se fundó. Falleció el 28 de junio de 1847, de difteria, y fue sepultado en Sea Salter, Kent, cerca de la tumba de la Srta. Hyder, a quien había sido contratado, pero que había muerto consumida de tuberculosis. Se poseen quince artículos en el stand a Edwin Quekett en el "Catálogo de Art. Científicos de la Royal Society" (v. 53), sobre todo tratados de histología vegetal, y contribuyó a Transactions de las Sociedades Linneanas y de Microscopía: Phytologist, Annals and Magazine of Natural History y el London Physiological Journal entre 1838 y su fecha de deceso. Entre 1843 a 1844 fue uno de los editores del último de las revistas nombradas.

## Algunas publicaciones

### Honores
- 1838. Observations on the anatomical and physiological nature of the ergot of rye and some other grasses
- 1841. Observations on the ergot of rye, and some other grasses. Ed. R. Taylor. 21 pp.
- 1842. Some further observations on the nature of the ergot of grasses
- 1846. Remarks on the Examination of some Fossil Woods, which tend to elucidate the Structure of certain Tissues in the recent Plant

## Honores
- 1836: electo miembro de la Sociedad Linneana de Londres

### Epónimos
Su nombre fue commemorado por John Lindley en el género brasileño de orquídea: Quekettia, que contiene numerosos cristales microscópicos.
- (Orchidaceae) Quekettia Lindl.[2]
- La abreviatura «E.J.Quekett» se emplea para indicar a Edwin John Quekett como autoridad en la descripción y clasificación científica de los vegetales.[3]